# Battle Royale (powieść)
Battle Royale (jap. バトル・ロワイアル Batoru rowaiaru) – powieść japońskiego pisarza Kōshuna Takamiego. Opublikowana w kwietniu 1999 roku, stała się jedną z najlepiej sprzedających się i najbardziej kontrowersyjnych książek. W 2000 roku zaadaptowana została na piętnastotomową mangę oraz na film pełnometrażowy w reżyserii Kinjiego Fukasaku. W 2003 roku premierę miał sequel filmu, zatytułowany Batoru rowaiaru II: Chinkonka.
W Polsce powieść została wydana przez Wydawnictwo Vesper.

## Opis fabuły
Akcja Battle Royale rozgrywa się w przyszłości w Republice Wielkiej Azji Wschodniej. Raz do roku, drogą losowania, zostaje wybranych 50 klas trzecich gimnazjów, których uczniowie zostają umieszczeni w ściśle nadzorowanym środowisku (każda klasa trafia na inną lokalizację znajdującą się w tej samej prefekturze, w której szkoła z której pochodzą) aby rozegrać makabryczną grę. Klasy liczą około 40 osób, czyli w wyniku prostej matematyki oznacza to, że zginie co najmniej 1950 młodych osób rocznie. Zasady "Programu" są proste: uczestnicy będą przemierzać obszar w celu wyeliminowania pozostałych zawodników – swoich szkolnych kolegów. Dopóty mają się zabijać, dopóki nie pozostanie wśród nich tylko jeden. Ich funkcje życiowe i lokalizację monitorują założone im na szyję obroże, które mają eksplodować w przypadku jakiejkolwiek prób ucieczki oraz jeśli uczestnik pozostanie w tzw. strefie zakazanej, strefy te są ogłaszane przez komunikaty prowadzącego grę i mają zapewnić, aby zawodnicy przemieszczali się, zamiast pozostawać w jednej kryjówce, a z czasem również ograniczają w znacznym stopniu obszar dostępny dla uczestników czym zmuszają ich do konfrontacji. Eksplozja obroży nastąpi również jeżeli w ciągu 24 godzin nie zostaje zabita ani jedna osoba, wówczas wszyscy pozostający przy życiu zginą poprzez wybuch obroży, a program nie będzie miał zwycięzcy. Młodzież ma opuszczać klasę, a następnie budynek szkoły (który po wyjściu ostatniej osoby stanie się strefą zakazaną) w 2 minutowych odstępach, wychodząc otrzymują skromny ekwipunek: rację żywnościową, mapę, kompas (uczestnicy otrzymali mapy podzielone siatką przypominającą taką do gry w statki, gdzie pola można przypisać wartości A1, A2... , aby za jej pomocą oraz kompasu określać gdzie znajdują się strefy zakazane, które będą ogłaszane w trakcie starcia) zegarek i jakiś rodzaj broni – ktoś może dostać pistolet, ktoś inny zaś nóż. Program rozpoczyna się od razu, gdy uczestnik opuści budynek (nie w momencie, gdy wszyscy go opuszczą). Należy również wspomnieć, że w placówce znajdują się przyrządy monitorujące oraz wielu uzbrojonych wojskowych, którzy nie mają problemu z użyciem broni wobec młodych zawodników.
Klasa, o której mowa w książce zostaje uprowadzona ze szkolnej wycieczki i skierowana przez autorytarny rząd na niewielką, ewakuowaną z mieszkającej tam ludności wyspę. Nastolatkowie budzą się w szkolnych ławkach w towarzystwie nieznanego mężczyzny, który bez ogródek informuje ich, że zostali wybrani do "Programu" i jedyne czego od nich oczekuje to "aby się wzajemnie pozabijali".  Informuje ich o zasadach programu, których jest niewiele i ograniczają się raczej do punktów, które mają uniemożliwić im opuszczenie wyspy i unikanie konfrontacji poprzez ukrywanie się. Pozostawieni sami sobie, dysponując dostarczonym im uzbrojeniem, mają tylko jedno zadanie: tak długo mordować się nawzajem, aż przeżyje tylko jeden. W tym czasie przeprowadzane są liczne pomiary, między innymi czasu potrzebnego na wykonanie zadania. Ostatnia pozostała przy życiu osoba z klasy (zwycięzca) ma otrzymać zabezpieczenie na całe życie oraz dyplom gratulacyjny z podpisem Wodza. Nie ma możliwości sprzeciwu. Nie ma możliwości odmówienia udziału w „programie” bez groźby natychmiastowej śmierci. Mogą albo poddać się grze i zabijać, albo samemu zginąć…

## Opis fabuły - manga
Akcja Battle Royale rozgrywa się w przyszłości. Piętnaście procent ludności Japonii jest bez pracy, wśród młodzieży szerzy się anarchia i ogólny brak poszanowania dla starszych. Rząd, obawiając się całkowitego osłabienia swoich wpływów, postanawia wdrożyć w życie projekt BR (Battle Royale). Raz do roku, drogą losowania, wybrani zostają uczniowie jednego z liceów, którzy trafiają na bezludną wyspę, aby rozegrać makabryczną grę. Jej zasady są proste: przez trzy dni, uczestnicy gry będą przemierzać wyspę w celu wyeliminowania pozostałych zawodników, swoich szkolnych kolegów. Jeżeli po trzech dniach przy życiu pozostanie więcej niż jeden zawodnik, wszyscy ocaleni zginą.

## Bohaterowie
- Kamon Yonemi (manga)/Kinpatsu Sakamochi (powieść)/Kitano (film) – główny prowadzący grę, sadystyczny nauczyciel wykazujący perwersyjne skłonności.
- 42. Yoshitoki Kuninobu – najlepszy przyjaciel Shui Nanahary, razem z nim wychował się w sierocińcu. Zakochał się w Noriko Nagakawie. Na wieść o tym że Kamon Yonemi/Sakamochi zgwałcił jego opiekunkę prowadzącą sierociniec, rozwscieczony atakuje go, ale zostaje zastrzelony. Po jego śmierci Shuya Nanahara postanawia za wszelką cenę ochronić dziewczynę którą pokochał.
- 41. Fumiyo Fuijoshi – dziewczyna zamordowana jeszcze w klasie przez Yonemiego, obiekt skrytej miłości Yutaki Seto. Ten postanawia ją pomścić.
- 40. Mayumi Tendo – pierwsza ofiara pełnoprawnego programu już na wyspie, a nie w budynku. Zabita przez Yoshio Akamatsu.
- 39. Yoshio Akamatsu – otyły, niezdarny, nieśmiały chłopak, obiekt szykan szkolnych chuliganów (m.in. gangu Kiriyamy), miłośnik gier komputerowych. Shuya Nanahara próbuje powstrzymać go od zabijania, ale Yoshio go nie słucha i próbuje zabić Noriko, za co zostaje ogłuszony przez Shuyę, a następnie zabity przez Kazushii Nidę.
- 38. Hiroshi Kuronaga – członek gangu Kiriyamy, szkolny chuligan i młody recydywista. Szef gangu, Kazuo Kiriyama zwabia go w umówione miejsce pod pretekstem opracowania planu ucieczki po czym zabija.
- 37. Ryuhei Sasagawa – inny członek gangu Kiriyamy, kończy identycznie jak Kuronaga
- 36. Izumi Kanai – jedna z piękniejszych uczennic w klasie, przypadkowo jest świadkiem egzekucji gangu Kiriyamy i też zostaje przezeń zamordowana.
- 35. Mitsuru Numai – prawa ręka Kazuo Kiriyamy, młody przestępca, ślepo uwielbiający swojego szefa. Wychowany w patologicznej rodzinie, wyznawał zasadę, że tylko przemoc ma sens oraz szefem może być tylko najsilniejszy. Kiedyś w szkolnej bibliotece został napadnięty przez trzech osiłków, ale Kiriyama go obronił (choć tak naprawdę nie zrobił tego z dobrego serca, a dlatego że ci hałasowali i przeszkadzali mu w czytaniu). Od tamtej pory Kazuo Kiriryama stał się szefem gangu młodocianych bandytów, a Mitsuru był jego prawą ręką. Mitsuru tak samo jak pozostali członkowie gangu zostaje zwabiony przez Kazuo i zabity przez niego.
- 34. Sakura Ogawa – ukochana Kazuhiko Yamamoto, nie chcąc zabijać i uczestniczyć w programie, popełnia razem ze swoim chłopakiem samobójstwo rzucając się z klifu.
- 33. Kazuhiko Yamamoto – ukochany Sakury Ogawy, razem z nią popełnia samobójstwo, skacząc w przepaść.
- 32. Megumi Eto – przerażona ukrywa się w jednym z opuszczonych budynków, usiłuje dodzwonić się do ojca, marząc aby ją stąd zabrał, ale odbiera jedynie Yonemi/Sakamochi który szydzi z niej. Chwilę później zostaje zabita przez Mitsuko Soumę (zadźgana sierpem).
- 31. Tatsumichi Oka – uzbrojony w potężny tasak, pierwszego ranka atakuje Shuyę Nanaharę, staczają się razem ze zbocza, tasak wbija się w głowę Tatsumichiego zabijając go na miejscu.
- 30. Kyoichi Motobuchi – przewodniczący klasy oraz drugi po Kiriyamie najlepszy uczeń w klasie. Jego ojciec był ważnym urzędnikiem w totalitarnym państwie. Jego udział w programie totalnie go zaszokował, był przekonany, że jako syn ważnego dygnitarza nie może brać w nim udziału, ale Yonemi/Sakamochi tylko go wyśmiał. Tuż po ataku Tatsumichiego atakuje Shuyę, ale zostaje zastrzelony przez Shogo Kawadę.
- 29. Yumiko Kusaka – najlepsza przyjaciółka Yukiko Kitano, razem z nią biorą megafon i z najwyższego miejsca na wyspie wołają do uczniów aby zaprzestali zabijania. Dostrzega je Kazuo Kiriyama i morduje. Zakochana w Shuyi Nanaharze.
- 28. Yukiko Kitano – najlepsza przyjaciółka Yumiko, ginie razem z nią.
- 27. Yoji Kuramoto – opętany ideą stracenia prawictwa, powiedział Yoshimi Yanagi, jednej z najbardziej zdegenerowanych dziewczyn w klasie że ją kocha i udało mu się. Na początku programu Yoshimi próbuje się do niego zbliżyć wiedząc że na nikogo innego nie może liczyć. Ten początkowo nie chce jej znać, ale gdy Yoshimi godzi się z tym że jest zdegenerowaną dziewczyną i oddaje mu pistolet, jej wyznanie porusza go i postanawia ją chronić. Chwilę później zostaje zastrzelony przez Mitsuko Soumę.
- 26. Yoshimi Yahagi – młodociana prostytutka, narkomanka i recydywistka, koleżanka Mitsuko Soumy i Hirono Shimizu, uzbrojona w pistolet. Pragnąc bliskości uprawiała seks z Yoji myśląc że ją kocha. Na wyspie ten wyrzuca jej grzechy, a ona zapłakana potwierdza, że jest zdegenerowana i oddaje mu pistolet, co sprawia, że on wzrusza się i postanawia ją chronić. Gdy Souma zabija Yoiji, Yoshimi jest wściekła, w odpowiedzi na jej gniew Mitsuko zabija i ją.
- 25. Kazushi Niida – utalentowany piłkarz, ale zarazem seksualny degenerat. Uzbrojony w kuszę. Gdy napotyka Takako Chigusę próbuje namówić ją na współżycie, a gdy ona odmawia, próbuje zgwałcić, ale zostaje przez nią pokonany i zabity szpikulcem do lodu (wbija mu go ona w oko).
- 24. Takako Chigusa – gwiazda szkolnej drużyny lekkoatletycznej, jedna z najpiękniejszych dziewczyn w szkole, ale dumna i wyniosła, przez co miała tylko jednego przyjaciela - Hirokiego Sugimurę, którego znała od wczesnego dzieciństwa. Po zabiciu Niidy postrzelona śmiertelnie przez Soumę. Tuż przed śmiercią rozmawia jeszcze z Sugimurą.
- 23. Kaori Minami – miłośniczka popu i anime. W czasie programu napotkała Nanaharę, Kawadę i Noriko. Zaczęła do nich strzelać i została zabita przez Kawadę.
- 22. Sho Tsukioka – członek gangu Kiriyamy, homoseksualista. Jako jedyny z członków gangu nie nabrał się na jego podstęp, przez co nie stawił się w wyznaczonym miejscu i nie został przez niego zabity na początku gry. Obiera strategię, że będzie śledził Kiriyamę i patrzył jak wszystkich zabija. W chwili gdy na placu boju zostaną już tylko oni dwaj, strzeli mu w plecy i zostanie zwycięzcą. Kiriyama jednak przegląda podstęp i wprowadza Tsukiokę w zasadzkę, przez co ten nie opuszcza na czas strefy zakazanej. Obroża na szyi Sho eksploduje i zabija go.
- 21. Hirono Shimizu – młodociana recydywistka, ginie wepchnięta przez Toshinori Odę do studni.
- 20. Keita Iljima – kolega Shinji Mimury i Yutaki Seto. Próbuje do nich dołączyć, ale Shinji mu nie ufa ze względu na wydarzenie z przeszłości i niechcący zabija go.
- 19. Yutaka Seto – niski chłopak, klasowy błazen, przyjaciel Shinji Mimury, dobry kolega Shuyi Nanahary. Zakochany w Fumiyo, pragnie ją pomścić, przez praktycznie cały swój udział w programie pomaga Shinjiemu w opracowaniu planu ucieczki z programu, giną obaj zabici przez Kazuo Kiriyamę.
- 18. Shinji Mimura – jeden z najprzystojniejszych chłopaków w klasie, playboy, nieco zarozumiały, ale w rzeczywistości mający złote serce i piekielnie inteligentny. Utalentowany koszykarz, mający olbrzymie zdolności informatyczne i hakerskie. Tego ostatniego nauczył go jego największy idol - wujek, który za pomocą komputerów walczył z rządem, który za to skazał go na śmierć. Tuż po rozpoczęciu programu opracowuje plan ucieczki, wykradając rządowego laptopa i planując wypuścić wirusa który shakuje obroże. Gdy ten plan spala na panewce, gdyż zostaje przejrzany przez Yonemiego/Sakamochiego, postanawia zbombardować budynek. Cały czas pomaga mu Yutaka. Jednak zanim im się to udaje, giną obaj zabici przez Kiriyamę.
- 17. Toshinori Oda – niski, przypominający żabę chłopak, syn właściciela bogatej korporacji. Utalentowany skrzypek, z powodu niskiego wzrostu zakompleksiony i nie cierpi innych chłopaków z klasy, zwłaszcza grającego na gitarze Shuyi Nanahary. Zabity przez Kazuo Kiriyamę (który choć Toshinori o tym nie wiedział, grał na skrzypcach lepiej niż on).
- 16. Tadakatsu Hatagami – utalentowany baseballista, wysportowany, silny, nieco szorstki w obyciu chłopak. Najlepszy przyjaciel Yuichiro Takiguchi, trzymają się razem w czasie programu. Później natykają się na Mitsuko Soumę, która zabija ich obu. Tadakatsu od początku nie ufa Soumie, ale ta wykorzystuje swój diabelski urok i urodę.
- 15. Yuichiro Takiguchi – najlepszy przyjaciel Tadakatsu, którego jest całkowitym przeciwieństwem. Drobny, pryszczaty, wrażliwy fan mangi i anime. Towarzyszy przez cały czas Tadakatsu podczas całego programu. Natykają się na Mitsuko Soumę, najpiękniejszą i najbardziej zdegenerowaną dziewczynę w szkole, patologiczną nimfomankę i młodocianą recydywistkę. Mitsuko postanawia wykorzystać swój urok aby omamić Tadakatsu, ale nieoczekiwanie zakochuje się we wrażliwym Yuichiro. Zabija Tadakatsu, ale niechcący rani Yuichiro. Żeby go uratować zaczyna uprawiać z nim ostry seks. Jednak tuż po tym zabija go, mając jednakże nadzieję, że zajdzie z nim w ciążę i urodzi jego dziecko.
- 14. Yuka Nagakawa – jedna z przyjaciółek Yukie Utsumi, przewodniczącej klasy. Cała grupa po rozpoczęciu programu kryje się w latarni pośrodku wyspy. Po jakimś czasie przygarniają Yuko Sakaki, a po jeszcze jakimś Shuyę Nanaharę, który zostaje ranny podczas potyczki z Kiriyamą. Jednak nie wiedzą, że Yuko Sakaki widziała Nanaharę nad martwym ciałem Tatsumichi Okiego i zinterpretowała Shuyę jako mordercę. Chcąc zabić Shuyę, Yuko dosypuje trucizny do jego posiłku, który tenże zostaje spożyty jednak przez Yuka Nakagawę. Yuka umiera. Po jej śmierci dziewczyny zaczynają się nawzajem oskarżać i wywiązuje się między nimi strzelanina.
- 13. Chisato Matsui – przyjaciółka Yukie Utsumi, nieśmiała dziewczyna. Ginie podczas strzelaniny w latarni.
- 12. Yukie Utsumi – przewodnicząca klasy, najrozsądniejsza osoba w klasie i jedna z najinteligentniejszych (w czym dorównują jej jedynie brawurowy Mimura oraz bezduszny, bezwzględny Kiriyama). Zakochana w Shuyi Nanaharze, to ona jest odpowiedzialna za zebranie dziewczyn w latarni. Podczas strzelaniny próbuje uspokoić sytuację, ale ginie zabita przez Satomi Nodę.
- 11. Satomi Noda – przyjaciółka Yukie Utsumi, ginie podczas strzelaniny w latarni, zabija Harukę Tanizawę, ale sama zostaje przez nią śmiertelnie postrzelona.
- 10. Haruka Tanizawa – przyjaciółka Yukie Utsumi, wysportowana baseballistka, zabija Satomi Nodę, ale sama zostaje przez nią śmiertelnie postrzelona.
- 9. Yuko Sakaki – widząc do czego doprowadziła, popełnia samobójstwo skacząc ze szczytu latarni.
- 8. Hiroki Sugimura – przyjaciel Shinji Mimury, Shuyi Nanahary i Takako Chigusy, niezwykle silny i wysportowany, biegły w sztukach walki (kung fu i karate), zarazem dobroduszny. Jego udział w programie ogranicza się do próby uratowania dwóch osób: Takako Chigusy i Kayoko Kotohiki (tę drugą skrycie kocha, o czym ta nie wie). Już niemal na samym początku nie udaje mu się uratować tej pierwszej, pod koniec drugiego dnia, a więc na parę godzin przed końcem programu, udaje mu się odnaleźć Kayoko, ta jednak sądząc że zamierza ją zaatakować, strzela do niego, śmiertelnie go raniąc. Sugimura wyznaje Kayoko miłość, po czym umiera.
- 7. Kayoko Kotohiki – nad martwym ciałem Sugimury obwinia się o to co zrobiła, po czym zostaje zabita przez Mitsuko Soumę.
- 6. Mitsuko Souma – najpiękniejsza i najbardziej zdegenerowana dziewczyna w szkole, patologiczna nimfomanka i młodociana recydywistka. Tak naprawdę nie zachowuje się jak licealistka, a jak dojrzała kobieta z piekielną aurą. Doprowadziła do szaleństwa (a raz nawet śmierci) wielu dużo starszych od niej i wpływowych mężczyzn (m.in. boksera słynącego z okrucieństwa i arogancji), których później okradała. Jednak zakochała się w Yuichiro, niskim, pryszczatym, wrażliwym fanu mangi i anime, ponieważ wyznał jej że wierzy, że jest dobra, a złe rzeczy które robi są wynikiem traumy. Miał rację - Mitsuko jako dziewięciolatka została zgwałcona przez trzech mężczyzn, z których jeden był jej ojczymem, także odpowiedzialnym za śmierć jej ojca. To doprowadziło do jej uzależnienia od seksu i bezwzględnej, bezdusznej natury. Wierzy, że seks jest lekarstwem na wszystko, dlatego gwałci Yuichiro myśląc że dzięki temu uleczy jego ranę, gdy ten zaczyna krzyczeć, że go to boli, zabija go. W czasie programu przemienia się w bezwzględną morderczynię. Pod koniec programu ginie zabita przez Kazuo Kiriyamę.
- 5. Mizuho Inada – gorliwa Zaratusztrianka, przez cały program wierząca że Ahura Mazda ją ocali. Ginie zabita przez Kazuo Kiriyamę.
- 4. Kazuo Kiriyama – jeden z najprzystojniejszych chłopaków w klasie, zarazem najbardziej tajemnicza postać w całej powieści której geneza zostaje ujawniona pod sam koniec. Syn właściciela potężnej korporacji, najinteligentniejsza osoba i najzdolniejszy uczeń w całej klasie, zarazem socjopata niezdolny do odczuwania jakichkolwiek emocji. Posiada umysł geniusza, który pozwolił mu posiąść wiele umiejętności (gra na skrzypcach, malowanie obrazów itd.), jednak ze względu na swój brak emocji, nie potrafi się niczym na dłużej zainteresować. Tuż po rozpoczęciu nauki stał się przywódcą gangu młodocianych recydywistów. Jednak nie potrafi się do nikogo przywiązać i gdy Mitsuru Numai proponuje mu rozpracowanie ucieczki z programu, Kiriyama po prostu rzuca monetą, a jako że wypada awers, postanawia wygrać program a nie go zniszczyć jak Mimura. Kolejno eliminuje kolejnych uczniów, nie wykazując przy tym cienia litości ani współczucia, przy okazji okazuje się całkowicie odporny na urok Mitsuko Soumy (niemal na pewno jest aseksualny). W końcu dochodzi do starcia z pozostałą przy życiu trójką: Shuyą Nanaharą, Noriko Nagakawą i Shogo Kawadą. W retrospekcji ukazana zostaje przeszłość Kiriyamy: był on inteligentnym. a zarazem życzliwym i dobrodusznym synem pary rozsądnych milionerów (nie rozpieszczali go oni, otaczali mądrą opieką). Do czasu aż jego matka zginęła w wypadku samochodowym, a on sam wyszedł z niego z częściową lobotomią i uszkodzeniem mózgu, który doprowadził do jego zimnej, pozbawionej emocji psychiki. Ostatecznie Shuya strzela mu w głowę. Kiriyama mówi Shuyi że znów może poczuć emocje i umiera.
- 3. Shuya Nanahara – centralna postać Battle Royale, najlepszy przyjaciel Yoshitoki Kuninobu, razem z nim wychował się w sierocińcu. Miłośnik rocka, gra na gitarze, co jest zakazane w totalitarnym kraju. Jest pacyfistą, za wszelką cenę próbuje odwieźć wszystkich od zabijania. Pełen współczucia, nie czuje do nikogo żalu, nie umie nienawidzić. Jedynie pod wpływem silnych emocji życzy śmierci Kamonowi/Sakamochi i Kiriyamie, a i tak nad umierającym Kazuo wyrzuca mu że zmusił go do zabicia go. Po śmierci swojego najlepszego przyjaciela, przyrzekł, że ochroni dziewczynę w której się zakochał - Noriko Nakagawę. Jest również przyjacielem Hirokiego Sugimury, Shinji Mimury i Yutaki Seto, ale w miarę możliwości stara się utrzymywać dobre stosunki z całą klasą, w czasie programu nawiązuje bliską przyjaźń z Shogo Kawadą, razem z Noriko przez niemal cały program tworzą trzyosobowy zespół. Na pół godziny przed końcem programu Shogo wyjawia Shuyi i Noriko że pomagał im tylko po to aby wygrać program i strzela do nich.
- 2. Noriko Nagakawa – inteligentna, wrażliwa dziewczyna, miłośniczka rysunków i języka japońskiego. Zakochał się w niej Yoshitoki Kuninobu, najlepszy przyjaciel Shuyi Nanahary. Tuż przed programem Yonemi/Sakamochi strzela jej w nogę i odmawia wyleczenia jej, przez co Noriko zmuszona jest przez cały program kurować ranną nogę. Na szczęście pomagają jej Shogo Kawada i Shuya Nanahara (ten drugi przyrzekł, że ochroni dziewczynę, którą pokochał jego najlepszy przyjaciel). Na pół godziny przed końcem programu Shogo wyjawia Shuyi i Noriko że pomagał im tylko po to żeby ułatwić sobie zwycięstwo w programie i strzela do nich.
- 1. Shogo Kawada (ZWYCIĘZCA) – jest o rok starszy od reszty klasy, powtarza klasę. Samotnik, w czasie nauki nie nawiązał z nikim z klasy bliskiej relacji. Jednak w czasie programu nieoczekiwanie zaczął pomagać Shuyi i Noriko. Okazało się, że jest synem lekarza ze slumsów. Wyjawił im swoją tajemnicę: rok wcześniej także uczestniczył w programie i został zwycięzcą. Próbował wtedy ocalić swoją ukochaną, Keiko, lecz nie udało mu się to. Twierdził, że zna drogę ucieczki z programu, ale nie może im go wyjawić aż do zakończenia. Wyjawił także że zamierza zemścić się na rządzie za śmierć Keiko. Po śmierci ich najgroźniejszego przeciwnika, Kiriyamy, mówi im jednak że to wszystko było tylko kłamstwem, mającym tylko pomóc mu w wygraniu po raz drugi programu i strzela do nich, tym samym wygrywając program.

### Epilog
Kamon Yonemi/Kinpatsu Sakamochi rozmawia ze zwycięzcą programu. Wyjawia mu że kilka miesięcy wcześniej ktoś włamał się do rządowego budynku i wykradł dane dotyczące obroż. Okazuje się, że to Shogo Kawada był właśnie tym człowiekiem. W rzeczywistości nie zabił Shuyi i Noriko, tylko wykorzystując swoją wiedzę na temat obroż, zdjął im je, a Yonemi/Sakamochi kontrolujący ich przezeń miał myśleć, że tylko zwycięzca przeżył. Shogo widząc że nauczyciel domyślił się prawdy, zabija go wbijając mu ołówek w tchawicę (w filmie nauczyciel zostaje rozstrzelany przez ocalałą trójkę). Na statku już pojawiają się Shuya i Noriko którzy zabijają żołnierzy. Cała trójka ucieka statkiem. Kawada umiera od ran które zdążył mu jeszcze zadać Kiriyama, a Shuya i Noriko stają się poszukiwanymi zbiegami.